# GAS Ialysos 1948 FC
El GAS Ialysos 1948 FC es un equipo de fútbol de Grecia que juega en la Beta Ethniki, la tercera división de fútbol en el país.

## Historia
Fue fundado en el año 1948 en la ciudad de Ialysos de la región de Dodecanese como la sección de fútbol del GAS Ialysos 1948, club multideportivo fundado en 1924.
Su historia se ha centrad principalmente dentro de las divisiones aficionadas de Grecia hasta que en la década de los años 1990 juega en la Delta Ethniki. En la temporada 1992/93 logra el ascenso a la Gamma Ethniki por primera vez, aunque esa aparición en la segunda categoría fue de solo una temporada.
En la temporada 2018/19 gana el grupo 6 de la Gamma Ethniki y regresa a jugar en la Beta Ethniki tras más de 20 años de ausencia.

## Palmarés
- Gamma Ethniki: 2

1997-98, 2018–19
- Delta Ethniki: 1

1992–93
- Eps Dodecanese: 6

1964–65, 1981–82, 2003–04, 2008–09, 2013–14, 2014–15
- Copa Eps Dodecanese: 3

1957–58, 1977–78, 2014–15